# Camponotus maccooki
Camponotus maccooki é uma espécie de inseto do gênero Camponotus, pertencente à família Formicidae.